# Saint-Firmin, Hautes-Alpes
Saint-Firmin là một xã của tỉnh Hautes-Alpes, thuộc vùng Provence-Alpes-Côte d’Azur, đông nam nước Pháp.